# Stefan–Boltzmanns konstant
Stefan–Boltzmanns konstant, Stefans konstant, efter Jožef Stefan och Ludwig Boltzmann, definieras som
{\displaystyle \sigma ={\frac {2\pi ^{5}k^{4}}{15h^{3}c^{2}}}\approx 5,\!670\ 374...\cdot 10^{-8}{\frac {\rm {W}}{{\rm {m}}^{2}{\rm {K}}^{4}}}}
där k är Boltzmanns konstant, h är Plancks konstant och c är ljushastigheten. Värdet är exakt eftersom konstanterna som ingår är definierade. Konstanten uppträder i Stefan–Boltzmanns lag, som beskriver värmestrålning från en kropp.
En minnesregel för att minnas Stefan-Boltzmanns konstant är att tänka "5-6-7-8" för {\displaystyle 5,67\cdot 10^{-8}}.